# Primo ministro della Thailandia
Il primo ministro del Regno di Thailandia (in thailandese นายกรัฐมนตรีแห่งราชอาณาจักรไทย, Nayok Ratthamontri Haeng Ratcha-anachak Thai;) è il capo del governo thailandese. La carica fu istituita dopo la rivoluzione siamese del 1932, quando il regno divenne una monarchia costituzionale.
Viene scelto dal parlamento con una votazione e nominato poi dal re di Thailandia. Di solito è il leader del partito di maggioranza assoluta o il rappresentante scelto da una coalizione di partiti. Secondo la costituzione, si può ricoprire la carica al massimo due volte.

## Storia

### Il Regno di Ayutthaya
La prima carica equiparabile a quella di primo ministro nel Siam fu quella di Mahatthai (มหาดไทย), istituita nei primi anni di regno dal re di Ayutthaya Trailokanat (1448-1488). Sino ad allora, era principalmente diffuso da diversi secoli nel sudest asiatico il sistema mandala, con il quale il sovrano del regno dominante esercitava un potere molto limitato sulle province e gli stati vassalli, limitandosi a riscuotere i tributi e lasciando un ampio margine di autonomia ai governatori e ai principi delle mueang, le città-Stato che esercitavano il controllo sul territorio che le circondava. Trailokanat fece i primi passi per la creazione di uno Stato centralizzato ordinando la separazione tra l'amministrazione militare e quella civile ed istituendo le cariche di Kalahom (กลาโหม), ministro dell'esercito, e di Mahatthai, responsabile degli affari civili.

### Il Regno di Rattanakosin
In seguito, vi furono personalità civili o militari che ebbero funzioni simili a quelle di un primo ministro, venivano nominate dal re, che conferiva loro il titolo di Somdet Chao Phraya. Lo stesso Rama I, fondatore della dinastia Chakri tuttora al potere in Thailandia, era stato il principale generale nell'esercito di re Taksin del precedente Regno di Thonburi, e nel 1770 aveva ricevuto dal sovrano il titolo Chao Phraya Maha Chakri (una carica analoga a primo ministro ma di minore prestigio) per poi diventare nel 1778 Somdet Chao Phraya, il primo nella storia del Paese, dopo che aveva sottomesso i tre regni in cui era suddiviso l'odierno Laos. Tale titolo fu appannaggio di sole tre altre personalità, il re Rama IV lo conferì a Prayurawongse e al figlio di questi, Si Suriyawongse, esponenti della potente famiglia Bunnag. Re Rama V nominò Somdet Chao Phraya il fratellastro Damrong Rajanubhab. Un'altra carica simile che era stata attribuita in precedenza fu quella di Akkhra Maha Senabodi (in thai: อัครมหาเสนาบดี), capo dei ministri per gli affari civili, che presiedeva l'ufficio di Samuha Nayok (สมุหนายก).
L'ordinamento stabilito nel XV secolo da Trailokanat rimase in vigore fino al regno di re Chulalongkorn (1868-1910), il quale ordinò una nuova ripartizione del territorio statale. Al fine di rafforzare la centralità dello Stato, nel 1894 le province persero di importanza e furono raggruppate in un totale di 14 circoscrizioni, chiamate monthon (มณฑล), che furono affidate al ministro dell'Interno. La carica fu inizialmente assegnata a Damrong Rajanubhab, fratellastro del sovrano. Non rientrava sotto la sua giurisdizione l'amministrazione di Bangkok e delle province limitrofe, demandata al Ministero del Governo Locale.

### Il Regno di Thailandia
L'ufficio del presidente del Comitato del Popolo del Siam (in thai: ประธานคณะกรรมการราษฎร) fu creato con la costituzione provvisoria firmata dal re Prajadhipok il 27 giugno 1932, dopo l'incruento colpo di Stato passato alla storia come la rivoluzione siamese del 1932. In seguito, dopo la riforma del Comitato del Popolo, la carica è diventata "primo ministro del Siam" (in thai: นายกรัฐมนตรีสยาม), il vecchio nome della Thailandia. Tale carica e le funzioni che comporta furono inizialmente modellate secondo quelle del primo ministro del Regno Unito.
Il primo capo del governo della monarchia costituzionale fu il giurista Manopakorn Nititada. Il Siam prese il nome di Thailandia nel 1939, ed anche la carica divenne "primo ministro di Thailandia". La maggior parte dei primi ministri sono stati ufficiali di alto grado dell'esercito. Il primo fra questi fu il secondo capo di governo del Paese, Phot Phahonyothin, che pose fine alla carriera del predecessore con un colpo di Stato nel 1933. Quello che ha ricoperto la carica più a lungo è stato il terzo, il feldmaresciallo dell'esercito Plaek Pibulsonggram; ottenne il mandato otto volte per un totale di 14 anni, 11 mesi e 18 giorni. Il civile Tawee Boonyaket fu quello che rimase per meno tempo primo ministro, guidando per soli 18 giorni un governo di transizione nel 1945. Dieci sono stati deposti da colpi di Stato, tre per ordine della magistratura e undici hanno rassegnato le dimissioni. Il più giovane è stato M.R. Seni Pramoj, che ottenne il primo mandato quando aveva 40 anni. La prima donna è stata Yingluck Shinawatra, eletta nel 2011. La fede religiosa di tutti i primi ministri thailandesi è stata il Buddhismo Theravada.
Con il colpo di Stato del 22 maggio 2014, i militari della giunta militare nota come Consiglio nazionale per la pace e per l'ordine, capeggiata dal comandante in capo dell'esercito Prayuth Chan-ocha, sciolsero il governo ad interim di Niwatthamrong Boonsongphaisan. Il giorno dopo Prayuth Chan-ocha si auto-proclamò primo ministro ad interim e il successivo 21 agosto 2014 fu eletto primo ministro dal nuovo Parlamento nominato dalla giunta militare.
Prayut mantenne la carica di primo ministro e di capo della giunta militare fino alle contestate elezioni del 23 marzo 2019 e nel luglio successivo il re Rama X gli affidò il nuovo governo.
Nel 2023, in seguito alla vittoria delle opposizioni pro-democrazia alle elezioni ed all’elezione di Srettha Thavisin, il paese ritorna, seppur ancora influenzato dalle forze armate, ad un effettivo governo civile. A seguito di accuse riguardanti violazioni del codice di condotta e delle leggi istituzionali thailandesi, il 14 agosto 2024 la Corte costituzionale decise di destituire Thavisin dal suo incarico. Il 28 agosto il ruolo venne affidato alla trentasettenne Paetongtarn Shinawatra, figlia di Thaksin Shinawatra e appartenente allo stesso partito politico, facendola diventare il primo ministro più giovane della storia del Paese. Il 1° luglio 2025 Shinawatra venne sospesa dalla Corte costituzionale a seguito di una chiamata effettuata con Hun Sen, capo del Senato cambogiano, riguardo alcune zone contese del confine che separa i due Paesi. La chiamata, considerata «molto deferente», suscitò un'ondata di opposizione e proteste in Thailandia, culminata con il reclamo per violazioni etiche presentato da trentasei senatori alla Corte costituzionale e dall'uscita del Partito Bhumjaithai dalla coalizione di governo.

## Nomina
Secondo la costituzione del 2007, il primo ministro doveva essere membro del parlamento nazionale, ed i requisiti per ricoprire la carica sono gli stessi necessari per essere senatore o deputato. Tale requisito è stato eliminato nella Costruzione del 2017. La candidatura del primo ministro deve essere appoggiata da almeno un quinto dei membri del parlamento. Dopo aver ottenuto la maggioranza assoluta dei voti nello stesso parlamento, il candidato viene formalmente investito della carica con un decreto del re. Se la nomina non avviene entro 30 giorni dopo la prima seduta di un nuovo parlamento, il presidente della camera ha l'incarico di sottoporre al re il nome del candidato che ritiene più adeguato.

## Funzioni
Il primo ministro è il capo di gabinetto della Thailandia. È incaricato di scegliere i ministri e di rimuoverli. Ha la principale responsabilità sul comportamento e sui risultati ottenuti dai ministri del suo governo. Non può conservare la carica per più di otto anni. È il maggiore rappresentante all'estero del Paese ed il maggiore portavoce del governo. Deve presentare la piattaforma politica programmatica del governo al parlamento entro 15 giorni dalla nomina.
Il primo ministro di Thailandia è anche posto a capo delle seguenti strutture statali: l'Agenzia di Intelligence Nazionale, l'Ufficio del Budget, l'Ufficio del Consiglio di Sicurezza Nazionale, l'Ufficio del Consiglio di Stato, l'Ufficio della Commissione dei Servizi Civili, l'Ufficio di Presidenza dello Sviluppo Economico e Sociale Nazionale, l'Ufficio della Commissione per lo Sviluppo del Settore Pubblico ed il Comando Operazioni per la Sicurezza Interna. Ogni progetto di legge relativo alle spese pubbliche, per essere presentato in parlamento deve avere la sua approvazione.
Al primo ministro può essere revocato l'incarico con una mozione di sfiducia. La procedura prevede che la richiesta sia presentata da almeno un quinto dei parlamentari, dopodiché viene discussa da tutto il parlamento ed infine votata. Se la maggioranza assoluta dei parlamentari vota la sfiducia, il primo ministro viene destituito. Tale trafila non può essere ripetuta nel corso della stessa legislatura.

## Ufficio e residenza
Il primo ministro è assistito nelle sue funzioni dall'Ufficio del primo ministro (in lingua thai: สำนักนายกรัฐมนตรี), un dipartimento thailandese che viene considerato un dicastero ed è presieduto da due ministri. Gli uffici di questo dicastero e dello stesso primo ministro si trovano nella Casa del Governo Thailandese (in thai: ทำเนียบรัฐบาล), situata nel centrale distretto Dusit di Bangkok. Le più alte cariche del dicastero sono quelle dei due ministri e quella del segretario del primo ministro.
La residenza ufficiale del primo ministro è a Palazzo Phitsanulok (in thai: บ้านพิษณุโลก), situato nel centro di Bangkok. Fu costruito durante il regno di Vajiravudh e divenne la residenza ufficiale del primo ministro nel 1979. La maggior parte dei primi ministri che si sono succeduti da allora hanno preferito vivere nelle case di loro proprietà ed usare Palazzo Phitsanulok per incontri ufficiali.

## Vice-primo ministro
Secondo la tradizione thailandese, può essere nominato più di un vice-primo ministro. A tale carica può accedere anche un ministro titolare di un dicastero.